# ويس هولاهان
ويسلي «ويس» هولاهان (بالإنجليزية: Wes Hoolahan)‏ (مواليد 20 مايو 1982) هو لاعب كرة قدم أيرلندي محترف يجيد اللعب كلاعب وسط مع نادي نوريتش سيتي الإنجليزي ومنتخب جمهورية أيرلندا.

## روابط خارجية
- ويس هولاهان على موقع الاتحاد الدولي (مؤرشف)  (الإنجليزية)
- ويس هولاهان على موقع الاتحاد الأوربي (الإنجليزية)
- ويس هولاهان على موقع قاعدة بيانات كرة القدم.إي يو (الإنجليزية)
- ويس هولاهان على موقع ناشيونال فوتبول تيمز (الإنجليزية)
- ويس هولاهان على موقع Soccerbase.com (لاعب) (الإنجليزية)
- ويس هولاهان على موقع Soccerway.com (الإنجليزية)
- ويس هولاهان على موقع عالم كرة القدم.نت (الإنجليزية)
- ويس هولاهان على موقع AS.com (الإسبانية)